# UEFAチャンピオンズリーグ 2018-19 決勝
UEFAチャンピオンズリーグ 2018-19 決勝は、UEFAチャンピオンズリーグ 2018-19の決勝戦であり、64回目のUEFAチャンピオンズリーグの決勝戦である。2019年6月1日にスペイン・マドリードのエスタディオ・メトロポリターノで行われ、リヴァプールが14年ぶり6回目の優勝を果たした。
リヴァプールはUEFAヨーロッパリーグ 2018-19王者と対戦する2019 UEFAスーパーカップの出場権の他、UEFAサッカー連盟を代表して、2019年12月にカタールで開催される2019 FIFAクラブワールドカップの出場権を獲得した。

## 試合前

### 試合会場

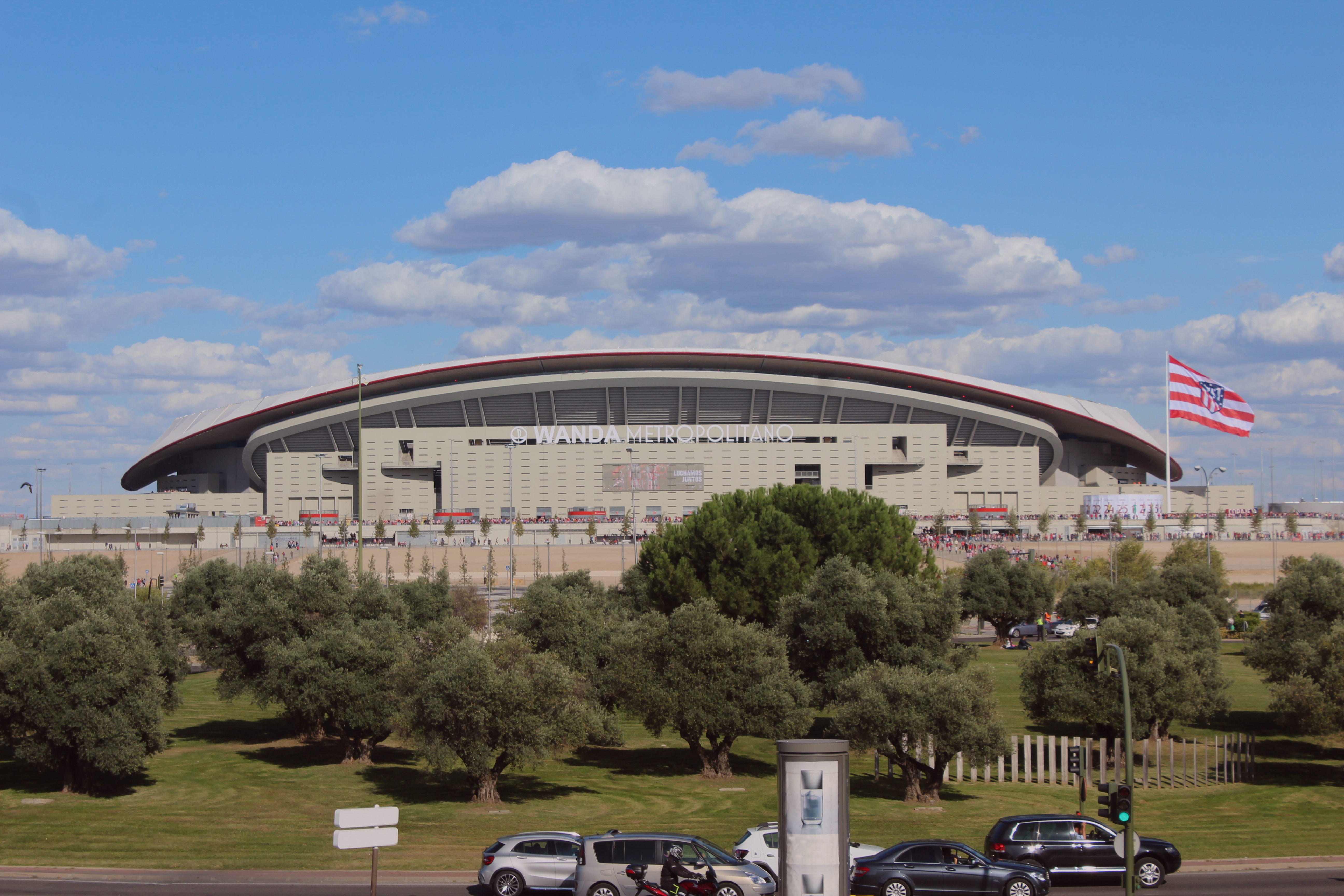
決勝戦が行われたエスタディオ・メトロポリターノ

2016年9月20日にスイスのニヨンで開催されたUEFA理事会で、エスタディオ・メトロポリターノが決勝戦の会場に決定された。エスタディオ・メトロポリターノでの決勝戦の開催は初めての開催となる。
このスタジアムは、1994年に会場。2017年からアトレティコ・マドリードがホームスタジアムとして使用。2013年にアトレティコ・マドリードがホームスタジアム移転を契機にスタジアムを改修し69,600人収容に拡張した。

### アンバサダー
リヴァプールで2005年にUEFAチャンピオンズリーグ優勝を経験した元サッカースペイン代表のルイス・ガルシアが決勝戦の公式アンバサダーに任命された。

### チケット販売
全63,500枚のチケットのうち、38,000枚がファン・一般に対して販売される。決勝に進んだ2チームのファンにそれぞれ17,000枚ずつ割り当てられ、残りの4000枚が一般の観客を対象に販売される。この一般チケットが2018年3月15日から3月22日まで販売された。チケットの販売価格は以下のとおり。なお、残りのチケットは地元の組織委員会、UEFA、各国サッカー協会、スポンサー、放送業者等に割り当てられる。
| カテゴリー                     | 販売価格  |
| ------------------------------ | --------- |
| カテゴリー1                    | 450ユーロ |
| カテゴリー2                    | 320ユーロ |
| カテゴリー3                    | 160ユーロ |
| カテゴリー4                    | 70ユーロ  |
| ユースパッケージ (カテゴリー2) | 140ユーロ |
| 車椅子席 (カテゴリー4)         | 70ユーロ  |

## 決勝戦までの道のり
註: 以下のすべての結果は、決勝戦進出2クラブの得点を前に表示している。
| チーム                   | 試 | 勝 | 分 | 敗 | 得 | 失 | 差 | 点 |
| ------------------------ | -- | -- | -- | -- | -- | -- | -- | -- |
| バルセロナ               | 6  | 4  | 2  | 0  | 14 | 5  | +9 | 14 |
| トッテナム・ホットスパー | 6  | 2  | 2  | 2  | 9  | 8  | +1 | 8  |
| インテル                 | 6  | 2  | 2  | 2  | 6  | 7  | -1 | 8  |
| PSV                      | 6  | 0  | 2  | 4  | 6  | 13 | -7 | 2  |

| チーム                     | 試 | 勝 | 分 | 敗 | 得 | 失 | 差  | 点 |
| -------------------------- | -- | -- | -- | -- | -- | -- | --- | -- |
| パリ・サンジェルマン       | 6  | 3  | 2  | 1  | 17 | 9  | +8  | 11 |
| リヴァプール               | 6  | 3  | 0  | 3  | 9  | 7  | +2  | 9  |
| ナポリ                     | 6  | 2  | 3  | 1  | 7  | 5  | +2  | 9  |
| レッドスター・ベオグラード | 6  | 1  | 1  | 4  | 5  | 17 | -12 | 4  |

## 試合

### 概要
| 2019年6月1日 21:00 |

| トッテナム・ホットスパー | 0 - 2    | リヴァプール                    |
|                          | レポート | サラー 2分 (pen.) · オリジ 87分 |

| エスタディオ・メトロポリターノ,マドリード 観客数: 63,272人 主審: ダミル・スコミナ |

| トッテナム | リヴァプール |

| GK                           | 1  | ウーゴ・ロリス                 |  |      |
| RB                           | 2  | キーラン・トリッピアー         |  |      |
| CB                           | 4  | トビー・アルデルヴァイレルト   |  |      |
| CB                           | 5  | ヤン・フェルトンゲン           |  |      |
| LB                           | 3  | ダニー・ローズ                 |  |      |
| CM                           | 17 | ムサ・シソコ                   |  | 74分 |
| CM                           | 8  | ハリー・ウィンクス             |  | 66分 |
| RW                           | 20 | デレ・アリ                     |  | 81分 |
| AM                           | 23 | クリスティアン・エリクセン     |  |      |
| LW                           | 7  | ソン・フンミン                 |  |      |
| CF                           | 10 | ハリー・ケイン                 |  |      |
| 控え                         |    |                                |  |      |
| GK                           | 13 | ミシェル・フォルム             |  |      |
| GK                           | 22 | パウロ・ガッサニーガ           |  |      |
| DF                           | 6  | ダビンソン・サンチェス         |  |      |
| DF                           | 16 | カイル・ウォーカー＝ピータース |  |      |
| DF                           | 21 | フアン・フォイス               |  |      |
| DF                           | 24 | セルジュ・オーリエ             |  |      |
| DF                           | 33 | ベン・デイヴィス               |  |      |
| MF                           | 11 | エリク・ラメラ                 |  |      |
| MF                           | 12 | ビクター・ワニアマ             |  |      |
| MF                           | 15 | エリック・ダイアー             |  | 74分 |
| MF                           | 27 | ルーカス・モウラ               |  | 66分 |
| FW                           | 18 | フェルナンド・ジョレンテ       |  | 81分 |
| 監督                         |    |                                |  |      |
| マウリシオ・ポチェッティーノ |    |                                |  |      |

| GK                 | 13 | アリソン・ベッカー           |  |      |
| RB                 | 66 | アレクサンダー＝アーノルド   |  |      |
| CB                 | 32 | ジョエル・マティプ           |  |      |
| CB                 | 4  | フィルジル・ファン・ダイク   |  |      |
| LB                 | 26 | アンドリュー・ロバートソン   |  |      |
| CM                 | 14 | ジョーダン・ヘンダーソン     |  |      |
| CM                 | 3  | ファビーニョ                 |  |      |
| CM                 | 5  | ジョルジニオ・ワイナルドゥム |  | 62分 |
| RF                 | 11 | モハメド・サラー             |  |      |
| CF                 | 9  | ロベルト・フィルミーノ       |  | 58分 |
| LF                 | 10 | サディオ・マネ               |  | 90分 |
| 控え               |    |                              |  |      |
| GK                 | 22 | シモン・ミニョレ             |  |      |
| GK                 | 62 | クィービーン・ケレハー       |  |      |
| DF                 | 6  | デヤン・ロヴレン             |  |      |
| DF                 | 12 | ジョー・ゴメス               |  | 90分 |
| DF                 | 18 | アルベルト・モレノ           |  |      |
| MF                 | 7  | ジェイムズ・ミルナー         |  | 62分 |
| MF                 | 20 | アダム・ララーナ             |  |      |
| MF                 | 21 | オックスレイド＝チェンバレン |  |      |
| MF                 | 23 | ジェルダン・シャチリ         |  |      |
| FW                 | 15 | ダニエル・スタリッジ         |  |      |
| FW                 | 24 | リアン・ブリュースター       |  |      |
| FW                 | 27 | ディヴォック・オリジ         |  | 58分 |
| 監督               |    |                              |  |      |
| ユルゲン・クロップ |    |                              |  |      |

UEFA選出マン・オブ・ザ・マッチ

 フィルジル・ファン・ダイク

副審

 ユレ・プラプロトニク

 ロベルト・ヴカン

第4審判

 アントニオ・マテウ・ラオス

VAR

 ダニー・マッケリー

VARアシスタント:

 ポル・ファン・ブーケル

 フェリックス・ツヴァイヤー

オフサイドVAR

 マルク・ボルシュ
試合ルール
- 試合時間は90分。
- 90分終了後同点の場合、30分の延長戦が行われる。
- 120分終了後同点の場合、PK戦で勝敗が決定される。
- 控えは12名。
- 最大3人まで交代可能。

### 試合展開
キックオフ直後、リヴァプールはジョーダン・ヘンダーソンのロングパスに抜け出したサディオ・マネがペナルティーエリア内左に侵入。そのまま中央に向けてクロスを放つと、このボールがムサ・シソコの右腕に直撃、リヴァプールがPKを獲得する。これをモハメド・サラーが決め、開始早々にリヴァプールが先制する。なお、サラーの得点は開始1分48秒で記録されており、2004-05シーズンの決勝でパオロ・マルディーニが記録した50秒に次いでCL決勝史上2番目に早い得点になった。その後は早々にリードを許したトッテナムがボールを握る展開になるも、フィルジル・ファン・ダイクを中心に集中したリヴァプール守備陣の前に枠内シュートすら打つことが出来ず前半が終了。リヴァプールが1-0とリードして折り返す。
後半、58分にディヴォック・オリジを、62分にジェイムズ・ミルナーを投入。トッテナムは66分、ルーカス・モウラを投入。69分にミルナーがシュートを放つが僅かにゴールを外れた。73分にデレ・アリがチーム初の枠内シュートを記録するも、GKアリソンに阻まれる。78分にはキーラン・トリッピアーのクロスにアリが頭で合わせたが枠の上。80分にはソン・フンミンがミドルシュートを放つがアリソンに弾かれ、こぼれ玉を繋いでルーカスがシュートを打つがこれもアリソンがセーブ。81分にはフェルナンド・ジョレンテを投入しパワープレーに出た。しかし87分、リヴァプールは右CKからこぼれ球をもらったオリギがエリア内左から左足を振り抜くと、これがゴール右隅に決まり追加点を挙げた。その後トッテナムはパワープレーで猛攻を仕掛けるが、92分のソンのシュートもアリソンに阻まれ、このまま試合終了。リヴァプールが2-0でトッテナムを下し、14年ぶり6度目のCL制覇を果たした。
リヴァプールのユルゲン・クロップ監督は自身3度目となるCL決勝で初めて勝利を挙げ、2012年から続いたカップ戦決勝での自身の連敗を6で止めた。

### チーム別データ
| Statistic      | トッテナム | リヴァプール |
| -------------- | ---------- | ------------ |
| 得点           | 0          | 1            |
| シュート       | 2          | 8            |
| 枠内シュート   | 0          | 2            |
| GKセーブ       | 1          | 0            |
| ボール支配率   | 60%        | 40%          |
| コーナーキック | 2          | 6            |
| ファール       | 2          | 4            |
| オフサイド     | 1          | 1            |
| イエローカード | 0          | 0            |
| レッドカード   | 0          | 0            |

| Statistic      | トッテナム | リヴァプール |
| -------------- | ---------- | ------------ |
| 得点           | 0          | 1            |
| シュート       | 14         | 6            |
| 枠内シュート   | 8          | 1            |
| GKセーブ       | 0          | 8            |
| ボール支配率   | 61%        | 39%          |
| コーナーキック | 6          | 3            |
| ファール       | 3          | 2            |
| オフサイド     | 2          | 1            |
| イエローカード | 0          | 0            |
| レッドカード   | 0          | 0            |

| Statistic      | トッテナム | リヴァプール |
| -------------- | ---------- | ------------ |
| 得点           | 0          | 2            |
| シュート       | 16         | 14           |
| 枠内シュート   | 8          | 3            |
| GKセーブ       | 1          | 8            |
| ボール支配率   | 61%        | 39%          |
| コーナーキック | 8          | 9            |
| ファール       | 5          | 6            |
| オフサイド     | 3          | 2            |
| イエローカード | 0          | 0            |
| レッドカード   | 0          | 0            |

## 日本におけるテレビ中継
2018-2019シーズンより放映権がこれまでのスカパー!からDAZNに変わり、決勝戦もDAZNの独占放送となった（これまで地上波で放送していたフジテレビの放送も行わないこととなった。）。
- DAZN
  - 解説 : 戸田和幸
  - 実況 : 野村明弘